# Pećani
Pećani (en serbe cyrillique : Пећани) est une ville de Serbie située dans la municipalité de Čukarica et sur le territoire de la Ville de Belgrade. Au recensement de 2011, elle comptait 559 habitants.

## Géographie

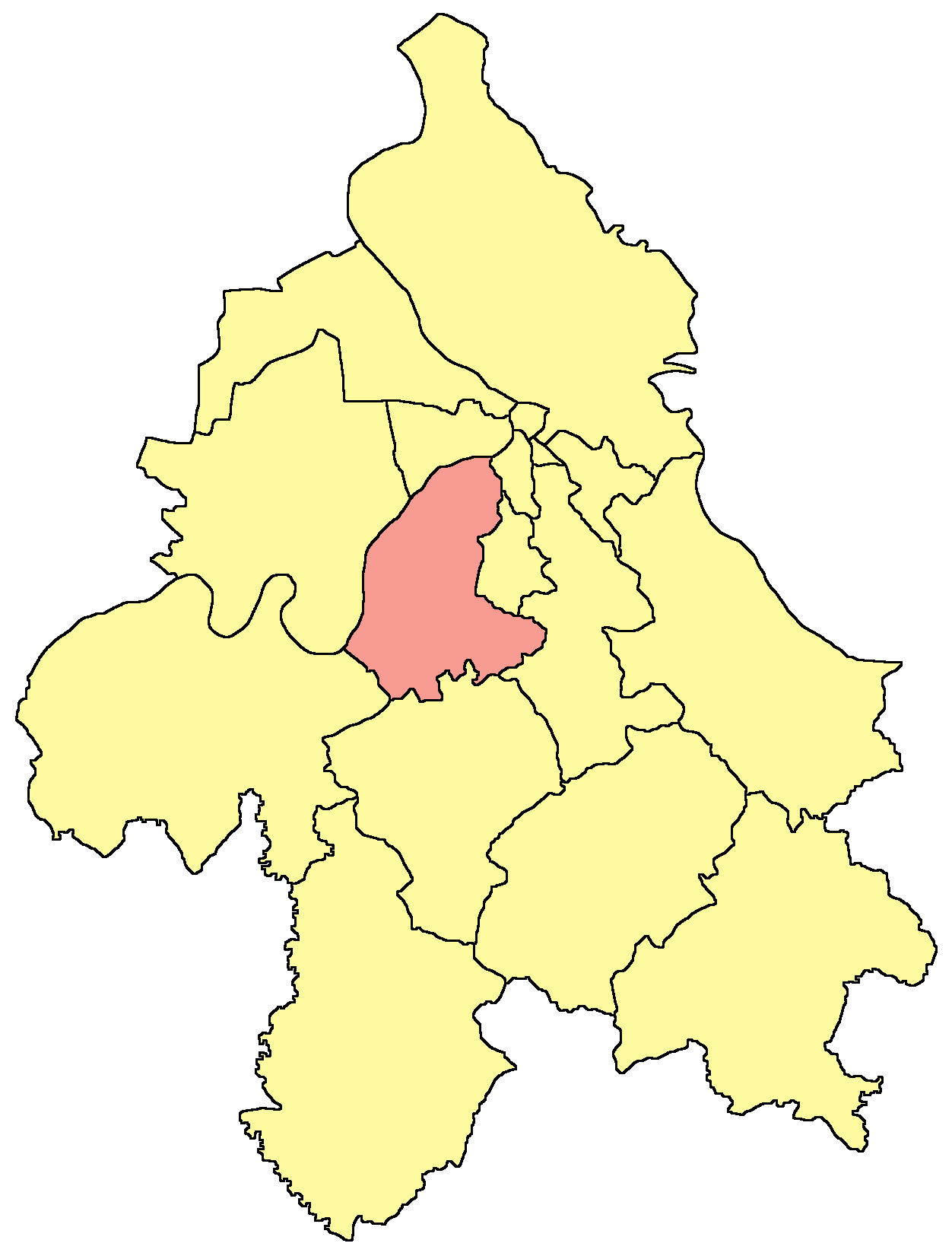
Localisation de la municipalité de Čukarica dans la Ville de Belgrade

Pećani, officiellement classée parmi les villes de Serbie, est située à 3 km au sud d’Ostružnica.

## Démographie

### Évolution historique de la population
| 1948 | 1953 | 1961 | 1971 | 1981 | 1991 | 2002 | 2011 |
| ---- | ---- | ---- | ---- | ---- | ---- | ---- | ---- |
| 336  | 356  | 450  | 477  | 467  | 632  | 493  | 559  |

|  |